# Emmanuel Théodose de La Tour d'Auvergne (cardinale)
Emmanuel Théodose de La Tour d'Auvergne, detto il cardinal de Bouillon (Turenne, 24 agosto 1643 – Roma, 2 marzo 1715), è stato un nobile e cardinale francese.

## Biografia

### I primi anni
Emmanuel Théodose de La Tour d'Auvergne nacque a Turenne il 24 agosto 1643, figlio terzogenito di Frédéric Maurice de La Tour d'Auvergne, duc de Bouillon, e della nobildonna Éléonore de Bergh. Egli ottenne dalla nascita il titolo di duca d'Albret ed era nipote del maresciallo di Turenne. Suo fratello era Godefroy Maurice de La Tour d'Auvergne, che succedette al padre come duca di Bouillon, e il cui figlio era il futuro cardinale Henri-Osvald de La Tour d'Auvergne.
Studiò all'università La Sorbone di Parigi ove ottenne il dottorato in utroque iure nel 1667 e nel frattempo venne ordinato sacerdote e canonico del capitolo della cattedrale di Liegi nel 1658, per poi divenire gran prevosto del medesimo capitolo e abate commendatario di Beaulieu-sur-Dordogne (incarico quest'ultimo dal quale si dimise nel 1664).

### Il cardinalato

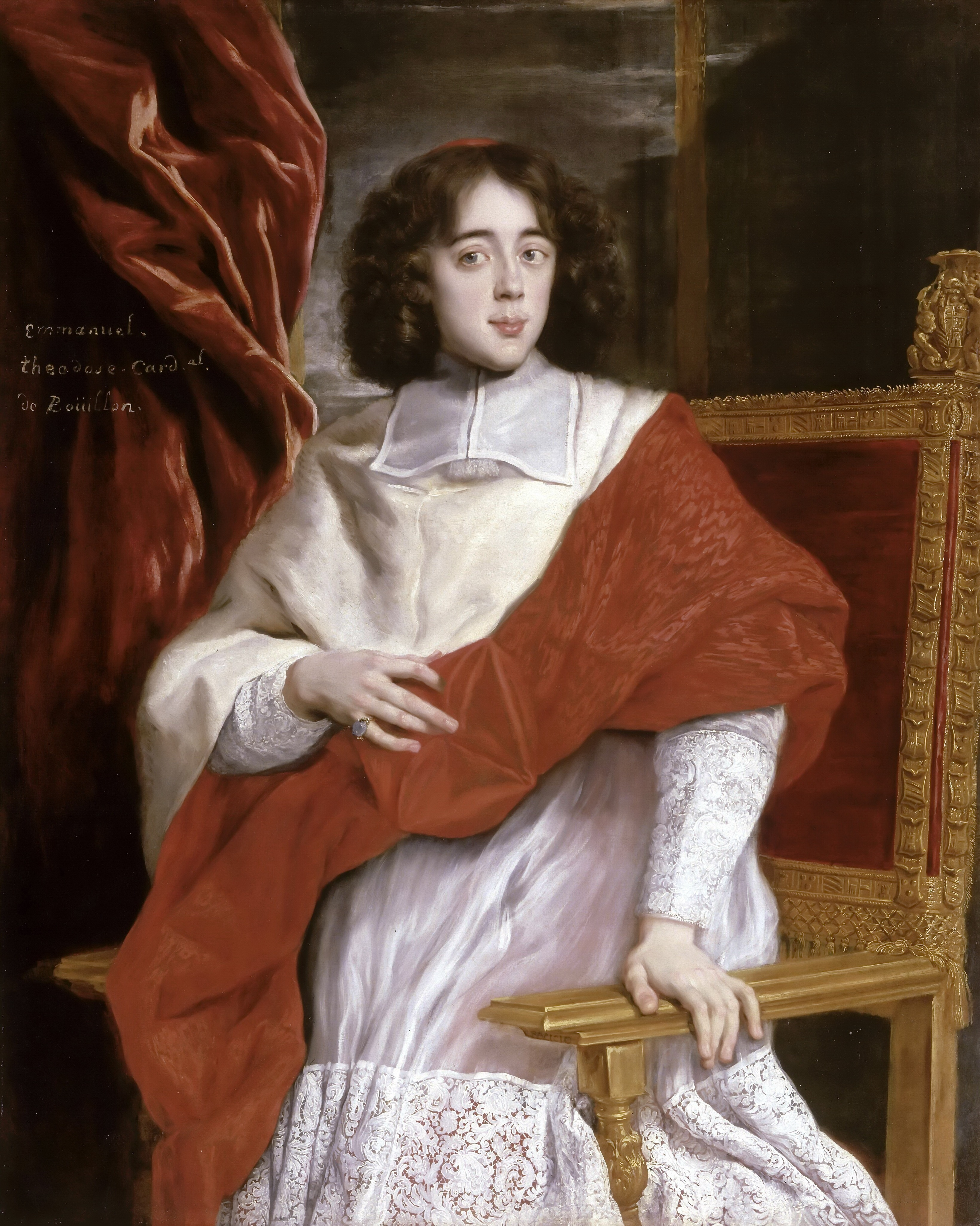
Emmanuel Théodose de La Tour d'Auvergne all'epoca della sua elezione a cardinale. Ritratto del Baciccio.

Creato cardinale presbitero nel concistorio del 5 agosto 1669, il 19 maggio dell'anno successivo ottenne il titolo di san Lorenzo in Panisperna. Abate commendatario di Saint-Martin de Pontoise, dal 1670; divenne anche abate di Saint-Ouen, Rouen, Saint-Vaast d'Arras nel 1672, ottenendo anche il titolo di abate di Cluny (1683), Tournous e Vignone. Partecipò al conclave del 1669-1670 facendo il proprio ingresso  il 20 gennaio 1670: il risultato dell'elezione fu la nomina del pontefice Clemente X. Grande elemosiniere del regno di Francia dal 1671 al 1700, partecipò nuovamente al conclave del 1676 che elesse a pontefice Innocenzo XI. Optò quindi per il titolo di San Pietro in Vincoli dal 19 ottobre 1676. Partecipò al conclave del 1689 ove uscì eletto Alessandro VIII.
A questo punto della sua carriera optò per l'ordine dei cardinali-vescovi e ottenne la sede suburbicaria di Albano dal 19 ottobre 1689, ottenendo la consacrazione episcopale il 20 novembre di quell'anno nella basilica di Santa Maria Maggiore a Roma per opera del cardinale Flavio Chigi, assistito da Giovanni Battista Rubini, vescovo di Vicenza e da Francesco Giusti, vescovo di Sutri e Nepi.

### I contrasti con il re di Francia

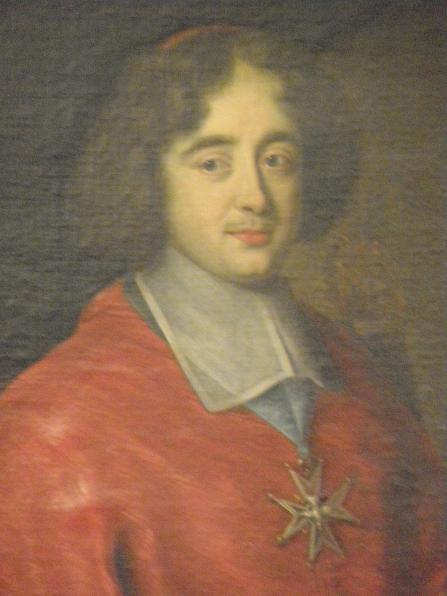
Durante la riconciliazione con Luigi XIV di Francia il cardinale de Bouillon ottenne l'Ordine dello Spirito Santo, la massima onorificenza del regno di Francia.

Partecipò quindi al conclave del 1691 ove venne eletto pontefice papa Innocenzo XII e prescelse la sede suburbicaria di Porto-Santa Rufina dal 21 luglio 1698. Vice-decano del collegio cardinalizio dal 1698 al 1700, fu in questi anni che si trovò apertamente in disaccordo con Luigi XIV di Francia circa la negazione alla sua famiglia di alcuni benefici, criticando aspramente il governo con una satira che produsse un tracollo della sua popolarità a corte e presso lo stesso monarca francese. Il risultato di questo si rispecchia molto bene nel fallimento da parte dello stesso cardinale di ottenere l'arcidiocesi di Liegi. Poco dopo, a ogni modo, egli riottenne il favore del re e venne nominato ambasciatore francese presso la Santa Sede dal 1698 al 1700. A Roma, avversando nuovamente le istruzioni impartitegli dal re di Francia, appoggiò François Fénelon contro Jacques Bossuet nella controversia circa il gallicanesimo. Richiamato in Francia nell'agosto del 1700, non poté presentarsi al re per via dei suoi incarichi presso la Santa Sede.
Legato a latere per l'apertura della porta santa della basilica di San Pietro per il giubileo dell'anno 1700 e per la chiusura di una delle porte sante della basilica di San Paolo fuori le mura, partecipò al conclave del 1700 che elesse papa Clemente XI ed ebbe l'onore di consacrarlo vescovo (il nuovo papa non lo era già) . Optò quindi per la sede suburbicaria di Ostia-Velletri, titolo proprio del decano del Sacro Collegio dei Cardinali dal 15 dicembre 1700. A questo punto riuscì a garantirsi la prelazione circa l'occupazione delle sedi di Liegi e Strasburgo dall'8 febbraio 1701, sedi alle quali però non venne mai prescelto per l'elezione. A questo punto il re di Francia lo esiliò dalla corte ponendolo stabile nell'abbazia di Tournus, riuscendo a riconciliarlo a sé solo dal maggio del 1710, su esplicita richiesta del re di Francia. Il cardinale però decise di non presentarsi al monarca in segno di sdegno per gli anni di non considerazione, fuggendo nei Paesi Bassi e per tutta risposta il Parlamento Reale emanò un decreto di confisca sulle sue terre. Dopo poco riottenne il privilegio di riprendere residenza a Roma.

### La morte
Morì il 2 marzo 1715 nella sua residenza romana presso la chiesa di Sant'Andrea al Quirinale. La salma venne esposta nella chiesa gesuita del Santissimo Nome di Gesù a Roma ove il 6 marzo 1715 ebbero luogo anche i funerali. La sua salma venne trasferita con un solenne corteo di cavalleria alla chiesa di Sant'Andrea al Quirinale e ivi sepolta.

## Genealogia episcopale e successione apostolica
La genealogia episcopale è:
- Cardinale Scipione Rebiba
- Cardinale Giulio Antonio Santori
- Cardinale Girolamo Bernerio, O.P.
- Arcivescovo Galeazzo Sanvitale
- Cardinale Ludovico Ludovisi
- Cardinale Luigi Caetani
- Cardinale Ulderico Carpegna
- Cardinale Paluzzo Paluzzi Altieri degli Albertoni
- Cardinale Flavio Chigi
- Cardinale Emmanuel Théodose de La Tour d'Auvergne

La successione apostolica è:
- Vescovo Ulderico Nardi (1698)
- Vescovo Giulio Dalla Rosa (1698)
- Papa Clemente XI (1700)

## Ascendenza
|                                            |                             |                                     | Genitori                                    |  |  | Nonni |  |  | Bisnonni                              |  |  | Trisnonni                  |  |
|                                            |                             |                                     |                                             |  |  |       |  |  | 8. François III de La Tour d'Auvergne |  |  | 16. François II de La Tour |  |
|                                            |                             |                                     |                                             |  |  |       |  |  | 8. François III de La Tour d'Auvergne |  |  | 16. François II de La Tour |  |
|                                            |                             | 17. Anne de La Tour                 |                                             |  |  |       |  |  | 8. François III de La Tour d'Auvergne |  |  |                            |  |
| 4. Enrico de La Tour d'Auvergne            |                             |                                     |                                             |  |  |       |  |  | 8. François III de La Tour d'Auvergne |  |  |                            |  |
|                                            |                             | 9. Éléonore de Montmorency          | 18. Anne de Montmorency                     |  |  |       |  |  |                                       |  |  |                            |  |
|                                            |                             | 9. Éléonore de Montmorency          | 18. Anne de Montmorency                     |  |  |       |  |  |                                       |  |  |                            |  |
|                                            |                             | 9. Éléonore de Montmorency          | 19. Maddalena di Savoia                     |  |  |       |  |  |                                       |  |  |                            |  |
| 2. Frédéric Maurice de La Tour d'Auvergne  |                             | 9. Éléonore de Montmorency          |                                             |  |  |       |  |  |                                       |  |  |                            |  |
|                                            |                             | 10. Guglielmo I d'Orange            | 20. Guglielmo I di Nassau-Dillenburg        |  |  |       |  |  |                                       |  |  |                            |  |
|                                            |                             | 10. Guglielmo I d'Orange            | 20. Guglielmo I di Nassau-Dillenburg        |  |  |       |  |  |                                       |  |  |                            |  |
|                                            |                             | 10. Guglielmo I d'Orange            | 21. Giuliana di Stolberg                    |  |  |       |  |  |                                       |  |  |                            |  |
| 5. Elisabetta di Nassau                    |                             | 10. Guglielmo I d'Orange            |                                             |  |  |       |  |  |                                       |  |  |                            |  |
|                                            |                             | 11. Carlotta di Borbone-Montpensier | 22. Luigi III di Montpensier                |  |  |       |  |  |                                       |  |  |                            |  |
|                                            |                             | 11. Carlotta di Borbone-Montpensier | 22. Luigi III di Montpensier                |  |  |       |  |  |                                       |  |  |                            |  |
|                                            |                             | 11. Carlotta di Borbone-Montpensier | 23. Jacqueline de Longwy                    |  |  |       |  |  |                                       |  |  |                            |  |
| 1. Emmanuel Théodose de La Tour d'Auvergne |                             | 11. Carlotta di Borbone-Montpensier |                                             |  |  |       |  |  |                                       |  |  |                            |  |
|                                            | 12. Willem IV van den Bergh | 24. Oswald II van den Bergh         |                                             |  |  |       |  |  |                                       |  |  |                            |  |
|                                            | 12. Willem IV van den Bergh | 24. Oswald II van den Bergh         |                                             |  |  |       |  |  |                                       |  |  |                            |  |
|                                            | 12. Willem IV van den Bergh | 25. Elisabeth van Heeckeren         |                                             |  |  |       |  |  |                                       |  |  |                            |  |
| 6. Frederik van den Bergh                  | 12. Willem IV van den Bergh |                                     |                                             |  |  |       |  |  |                                       |  |  |                            |  |
|                                            |                             | 13. Maria van Nassau                | 26. Guglielmo I di Nassau-Dillenburg (= 20) |  |  |       |  |  |                                       |  |  |                            |  |
|                                            |                             | 13. Maria van Nassau                | 26. Guglielmo I di Nassau-Dillenburg (= 20) |  |  |       |  |  |                                       |  |  |                            |  |
|                                            |                             | 13. Maria van Nassau                | 27. Giuliana di Stolberg (= 21)             |  |  |       |  |  |                                       |  |  |                            |  |
| 3. Éléonore de Bergh                       |                             | 13. Maria van Nassau                |                                             |  |  |       |  |  |                                       |  |  |                            |  |
|                                            |                             | 14. Eustache de Ravenel             | 28. Claude de Ravenel                       |  |  |       |  |  |                                       |  |  |                            |  |
|                                            |                             | 14. Eustache de Ravenel             | 28. Claude de Ravenel                       |  |  |       |  |  |                                       |  |  |                            |  |
|                                            |                             | 14. Eustache de Ravenel             | 29. Françoise d'Angennes                    |  |  |       |  |  |                                       |  |  |                            |  |
| 7. Françoise de Ravenel                    |                             | 14. Eustache de Ravenel             |                                             |  |  |       |  |  |                                       |  |  |                            |  |
|                                            |                             | 15. Marie de Renty                  | 30. Oudart de Renty                         |  |  |       |  |  |                                       |  |  |                            |  |
|                                            |                             | 15. Marie de Renty                  | 30. Oudart de Renty                         |  |  |       |  |  |                                       |  |  |                            |  |
|                                            |                             | 15. Marie de Renty                  | 31. Marie de Recourt                        |  |  |       |  |  |                                       |  |  |                            |  |
|                                            |                             | 15. Marie de Renty                  |                                             |  |  |       |  |  |                                       |  |  |                            |  |

## Stemma
|  |